# Voetenbad

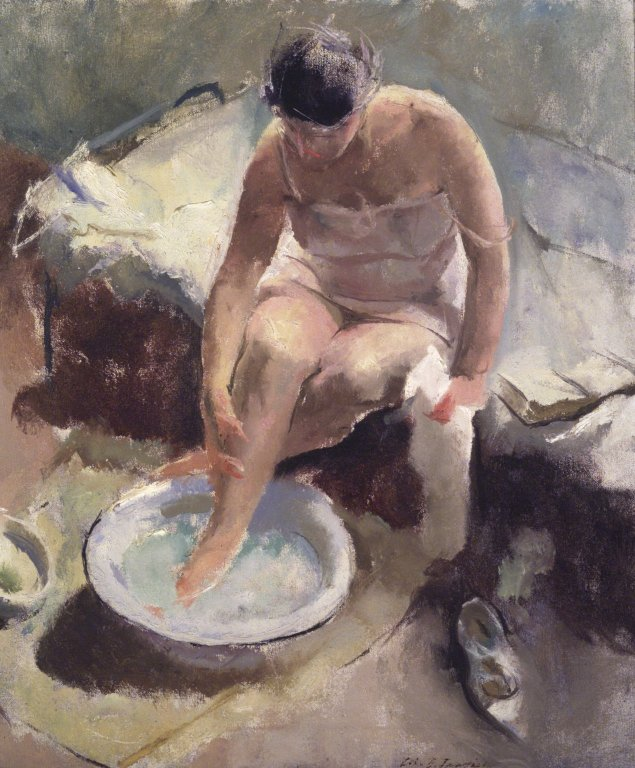
Een vrouw neemt een voetenbad.

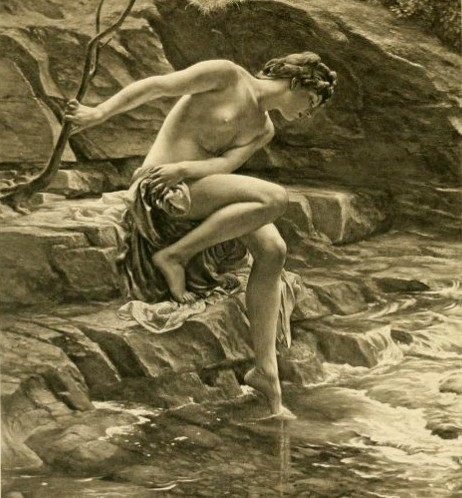
Een pootje badende nimf.

Met een voetenbad wordt het baden van specifiek de voeten en enkels bedoeld. Het water blijft daarbij onder de knieën. De handeling kan zich richten op het wassen, maar wordt ook wel gedaan als therapie, medische reden of ter ontspanning.
Een voetenbad kan genomen worden in bijvoorbeeld een kleine teil, emmer of tobbe. Aan het water wordt al dan niet een toevoeging gedaan. Meestal wordt het water warm gemaakt.
Het bad kan ook genomen worden in de vrije natuur. Bijvoorbeeld in een waterplas of ondiepte van een vijver, meer of de zee. Het doorwaden van zo’n ondiepte dan wel het zitten op de rand van een bassin, kade of waterkant met slechts de voeten in het water, wordt ook wel pootje baden genoemd.
In zwembaden - en dan met name de openluchtzwembaden - zijn vaak voetenbaden aangelegd om te voorkomen dat men met vieze voeten het water ingaat.
Een voetenbad kan ook deel uitmaken van een pedicure behandeling. Het helpt nagels en eelt zachter te maken.
Medisch kan het voetenbad ook toegepast worden. Bijvoorbeeld om een wondje te ontsmetten met behulp van toegevoegde soda.
In de sauna is het voetenbad een essentieel onderdeel van een saunagang. Het bereidt het lichaam voor door middel van opwarming van de bloedvaten waarop de poriën zich openen voor het komende zweetproces. Aan het eind van de saunagang wordt het voetenbad gebruikt om het lichaam - na het dompelbad - weer op aangename temperatuur te brengen.
Voetenbaden worden ook wel toegepast als wisselbad.
Aan het water van een voetenbad kunnen ook kruiden worden toegevoegd net zoals dit gaat bij het kruidenbad. Ook badzout wordt wel gebruikt.

## Openbare voetbaden
- In Duitsland kennen veel kuuroorden een in een openbaar park gelegen wassertretstelle of Kneippbecken als een van de Kneippkuren. Hier kan men ter bevordering van de gezondheid volgens voorschrift voetbaden nemen in koud bronwater.
- In Azië is het voetenbad vrij algemeen. Zo kent men in Japan de ashiyu. Zo’n voetenbad is meestal openbaar.

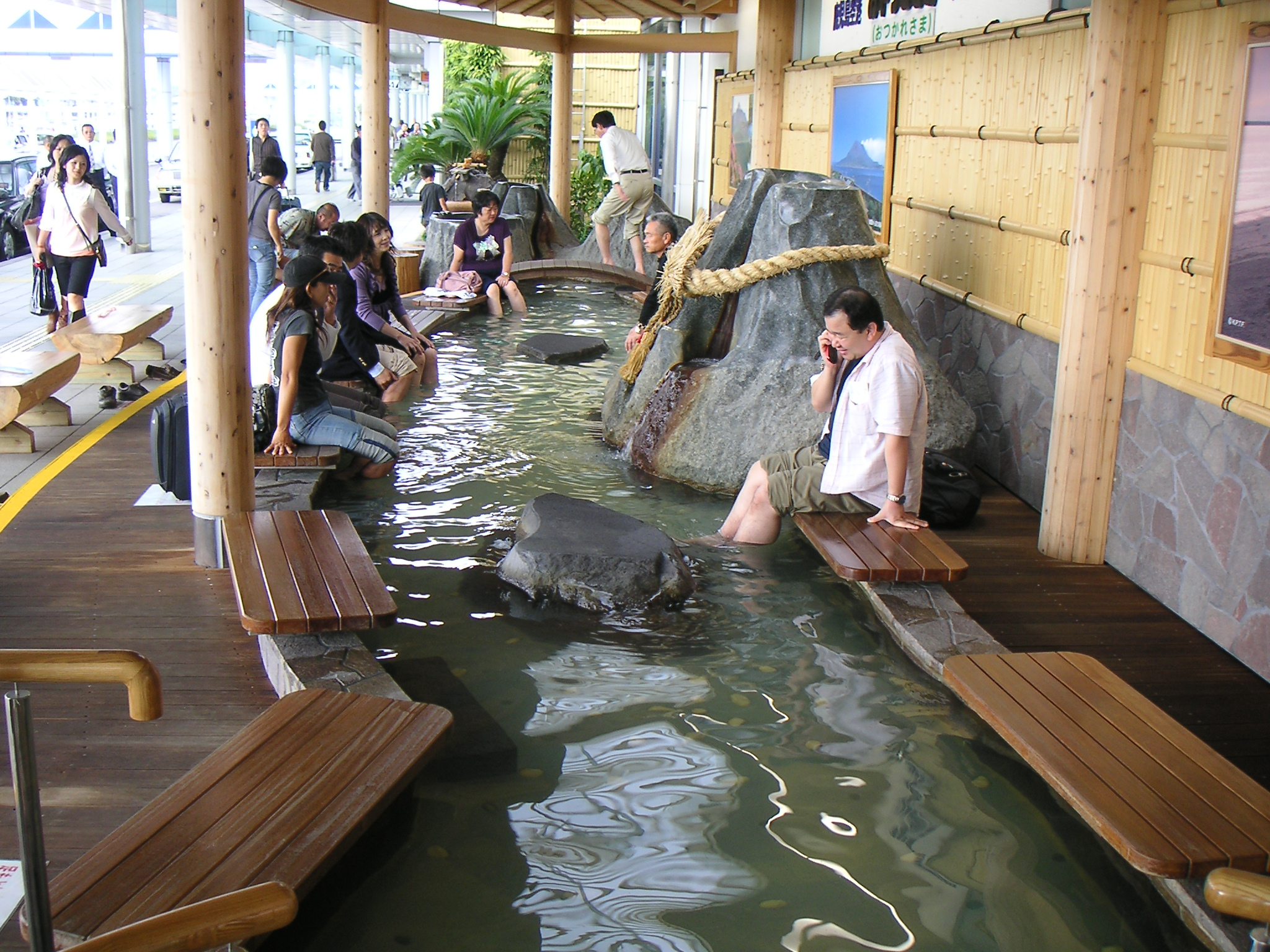
Ashiyu in de luchthaven van Kagoshima, Japan
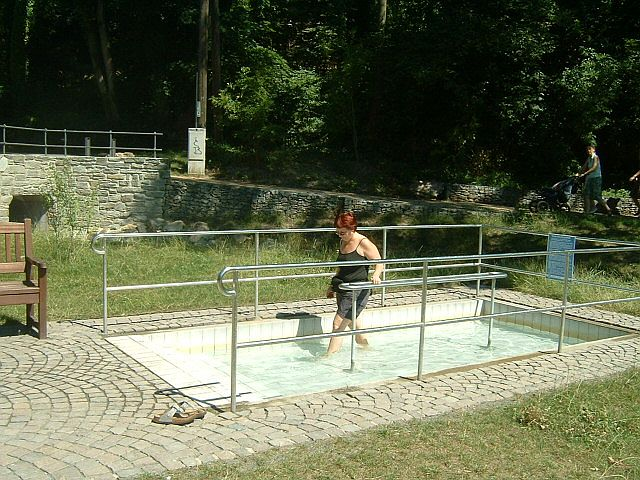
Wassertreten in een Kneippbecken in Kronberg im Taunus, Duitsland